# Neoleptoneta bonita
Espèce
Synonymes
- Leptoneta bonita Gertsch, 1974

Neoleptoneta bonita est une espèce d'araignées aranéomorphes de la famille des Leptonetidae.

## Distribution
Cette espèce est endémique du Tamaulipas au Mexique. Elle se rencontre  dans la grotte Cueva Bonita à Ciudad Victoria.

## Description
Le mâle holotype mesure 1,65 mm.

## Publication originale
- Gertsch, 1974 : The spider family Leptonetidae in North America. Journal of Arachnology, vol. 1, no 3, p. 145-203 (texte original).